# Элдфрит
Элдфрит (Альдфрит; др.-англ. Aldfrith; умер 14 декабря 704/705) — король Нортумбрии в 685—704/705 годах из династии Идингов.

## Биография
Ещё во времена отца Элдфрит, сын короля Освиу и дочери верховного короля Ирландии Колмана Вычислителя Фины, был поставлен им королём Дейры.
После смерти Освиу в 670 году дейрцы взбунтовались против своего короля и передали власть побочному брату Элдфрита Эгфриту. Элдфрит же в ожидании лучших времён удалился в Ирландию, где занялся науками. После гибели в 685 году не оставившего наследников Эгфрита нортрумбрийцы вспомнили о Элдфрите, вернули его из Ирландии и сделали королём.

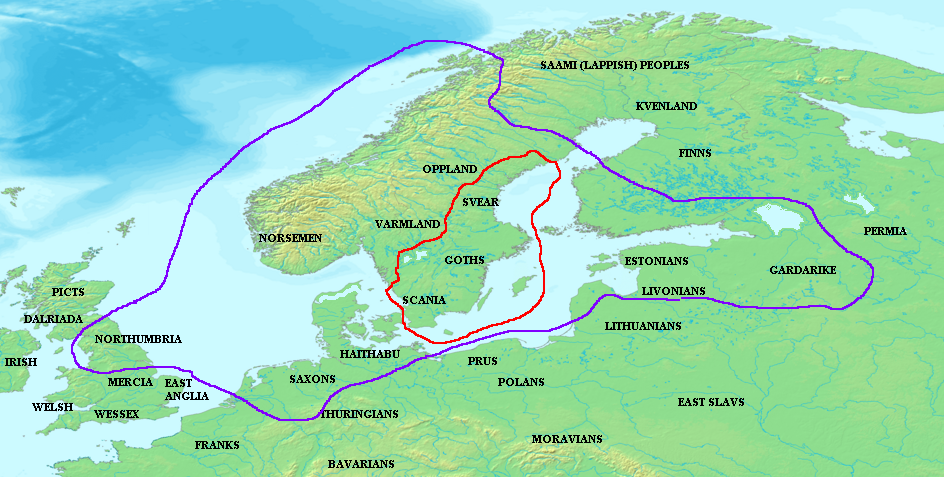
Нортумбрия в зоне влияния Ивара

Смерть Эгфрита и потеря его войска нанесли несказанный ущерб Нортумбрии, которое с тех пор не смогло уже оправиться и достичь прежнего состояния. Пикты воспользовались своей победой и завоевали одну провинцию в Берниции. Кельты также захватили две нортумбрийские провинции, составлявшие перед тем королевство Преклутское, и создали из них два королевства: Ленокс и Кумберланд. С трудом отбивающийся от нападений соседей Элдфрит не смог сохранить за собой титул бретвальды и гегемония над англосаксами перешла к королям Уэссекса. Согласно «Саге о Хервёре и Хейдреке», Нортумбрия в конце VII века платила дань правителю Скандинавии и Ютландии Ивару Широкие Объятия.
Элдфрит смог восстановить поколебленное величие королевства, хотя и в меньших пределах. Нортумбрийцы утратили контроль над Камбрией и Галлоуэем, но сохранили Лотиан вплоть до нынешнего Эдинбурга.
При Элдфрите влияние ирландцев в Нортумбрии вновь усилилось, и в 687 году стараниями святого Адамнана шестьдесят остававшихся в плену ирландцев, захваченных во время похода 684 года, были освобождены и возвращены на родину.
Умер Элдфрит 14 декабря 704 или 705 года в одном из дворцов нортумбрийских королей Дриффилде, процарствовав после восстановления на престоле 20 лет. Элдфрит был женат на Кутбурге, дочери Кенреда и сестре короля Уэссекса Ине. Его сыновьями были Осред, Осрик и Оффа, а дочерью — святая Осана.